# Чимни Корнер
«Чимни Корнер» (англ. Chimney Corner FC) — североирландский футбольный клуб из города Антрим, в одноимённом графстве. «Чимни Корнер» основан в 1952 году, название команды было взято из книги Александра Ирвина «My Lady of the Chimney Corner». Клубные цвета красно-белые.

## История
Клуб присоединился к Северной любительской футбольной лиге в 1953 году и был одним из его ведущих клубов, прежде чем был повышен до Дивизиона В Ирландской лиги в 1975 году. Клуб оставался в этой лиге, пока она не была реорганизована в сезоне 2008/2009. Сезон 2008/09 был проведен в Промежуточной лиге IFA, но в 2009 году, когда лига была разделена на два дивизиона Корнер вступили во второй Чемпионшип. Клуб оставался на этом уровне до 2014 года, когда они вылетели в Лигу Баллимены и провинций.
В последние годы клуб боролся за выживание на третьем уровне североирландского футбола, занимая последние места Чемпионшипа 2 в сезонах 2009/10, 2010/11, 2011/12 и 2012/13 годах. Клуб был спасен от вылета в эти сезоны расформированием клуба Ньюри Сити, а также правил Ирландской футбольной ассоциации, регулирующих вылет и повышение клубов из Чемпионшипа 2, когда ни один из клубов более низких чемпионатов региональных лиг не претендовал на членство в Лиге. В сезоне 2011/12 ни один из четырех чемпионов региональной лиги не подал заявку на участие в Чемпионшипе 2, поэтому Корнер был спасен.
Корнер был спасен от вылета в сезоне 2010/11, когда клуб Доллингстоун, играя в Футбольной лиге Среднего Ульстера (Mid-Ulster Football League) (один уровень ниже Чемпионшипа 2), финишировал на первом месте, но им было отказано в повышении в Чемпионшип 2, когда выяснилось, что в восьми матчах лиги за них играл незаявленный игрок. В результате с Доллингстоуна сняли все очки, которые они получили в этих матчах. Это опустило клуб до четвертого места в финальной таблице лиги. Клуб обжаловал это решение в суде, но иск был отклонен. Клуб Тандреджи Роверс стал чемпионом Футбольной лиги Среднего Ульстера, но не стал подавать заявку на участие в Чемпионшипе 2.
Начиная с сезона 2014/15, клуб играет в Ballymena & Provincial Intermediate League.

## Достижения
- Второй дивизион
  - Победитель (2): 1984/85, 1998/99
- Северная лига
  - Победитель (5): 1961/62, 1968/69, 1969/70, 1973/74, 1974/75
- Межрегиональный кубок
  - Обладатель (4): 1967/68, 1981/82, 1982/83, 1996/97
- Межрегиональный кубок вызова
  - Обладатель: 1986/87
- Кубок Бордера
  - Обладатель (7): 1958/59, 1967/68, 1969/70, 1970/71, 1971/72, 1973/74, 1974/75
- Кубок Steel & Sons
  - Обладатель (4): 1962/63, 1973/74, 1975/76, 1996/97
- Кубок Кларенса
  - Обладатель (2): 1955/56, 1969/70